# Hedesunda släktbok
Hedesunda släktbok, omarbetad och nytryckt år 1997, består av två stora böcker (totalt c:a 900 sidor) med dokumentation av Hedesunda sockens befolkning från mitten av 1500-talet och framåt. Totalt 30.000 personer finns i registret. Arbetet påbörjades år 1941 av KJ Nilsson och 1997 års version påbörjades under 1980-talet av Tore Larsson. Tore Larssons version är baserad på helt ny grundforskning som även bearbetats och kompletterats av Ingrid Sundin. Man kan anta att Iderstams forskning från Östervåla socken, Tärnsjö men även från Hedesunda och Österfärnebo socken figurerar till viss del. Drivande ordförande i Hedesunda Hembygdsförening under arbetet var Sven-Olof Rask.